# 红斑钟螺
红斑钟螺（学名：Tectus conus），是原始腹足目钟螺科Tectus的一种。主要分布于印度尼西亚、中国大陆、台湾，常栖息在低潮线。